# Bandera de Toscana
La bandera de la Toscana es la bandera oficial de la región de la Toscana, Italia. La bandera representa un Pegaso plateado rampante sobre un campo blanco entre dos bandas rojas horizontales. La bandera apareció por primera vez como un estandarte el 20 de mayo de 1975 junto con el texto que la acompaña Regione Toscana sobre el Pegaso. Fue adoptada oficialmente como bandera de la Toscana el 3 de febrero de 1995.

## Historia

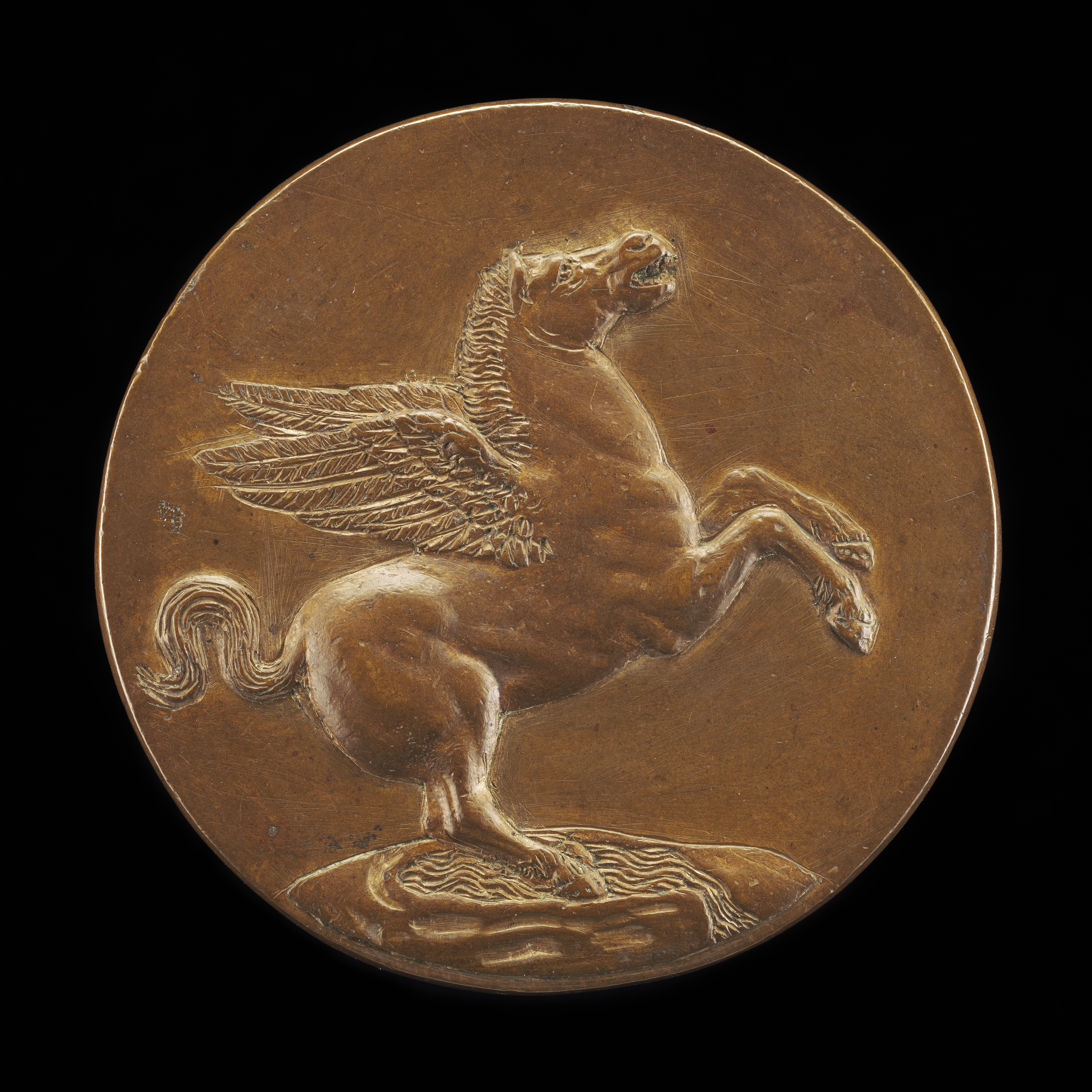
Moneda de 1537 de Benvenuto Cellini.

La imagen del Pegaso en la bandera se deriva de una moneda hecha por el artista florentino Benvenuto Cellini en 1537. Esta moneda fue creada por Cellini para honrar al cardenal Pietro Bembo . Bembo fue fundamental en el desarrollo de la lengua toscana como medio literario y fue honrado con la representación de Pegaso debido a su simbolismo y vínculos con la creación. Como resultado, el Pegaso pasó a ser asociado como un símbolo de la región toscana.
El uso de Pegasus por parte de la región toscana perduró y fue adoptado por el Comité Toscano de Liberación Nacional (CTLN) como símbolo de la resistencia italiana en Toscana a la ocupación alemana de Italia durante la Segunda Guerra Mundial .
El 11 de agosto de 1975, 26 aniversario de la liberación de Florencia, la bandera de la CTLN fue entregada simbólicamente al Presidente de toscana, Lelio Lagorio, por el alcalde de Florencia, Elio Gabbuggiani, en una ceremonia en el Palazzo Vecchio . Esto demostró la adopción simbólica de la bandera de la Toscana por parte de la región. Sin embargo, la bandera no fue reconocida oficialmente.
La bandera fue adoptada oficialmente en 1995 siguiendo el llamado del presidente Oscar Luigi Scalfaro para que la bandera de cada región italiana estuviera representada en el Palacio del Quirinale . El Consejo Regional de Toscana favoreció el uso del Pegaso sobre una representación del Hombre de Vitruvio de Leonardo da Vinci, ya que se consideró inadecuado para ser reproducido simplemente.
La bandera se ve a menudo ondeando fuera de los edificios gubernamentales toscanos en toda la región. La sede del Gobierno Regional de Toscana, el Palacio Capponi-Covoni, se conoce como el Palacio del Pegaso en referencia a la bandera. La bandera también aparece en la banda utilizada por el Presidente de la Toscana para distinguirlos de otros miembros del consejo.
La República de Pisa fue un estado independiente centrado en la ciudad toscana de Pisa, que existió desde el siglo XI al XV. Se levantó para convertirse en una potencia económica, un centro comercial cuyos comerciantes dominaron el comercio mediterráneo e italiano durante un siglo, antes de ser superado y reemplazado por la República de Génova .

#### Primera bandera
|                     |
| Bandera (1162–1406) |

La bandera fue otorgada junto con el escudo de armas de la república por Federico Barbarroja en 1162. La ciudad fue consistentemente leal al imperio y tenía una bandera y un escudo de armas completamente rojos. La forma de la bandera es incierta y es posible que ni siquiera se haya estandarizado. Esta bandera ha estado vigente a lo largo de la historia del estado.
|                     |
| Desde el siglo XIII |

No se sabe en qué circunstancias ni cuándo exactamente se añadió la cruz, pero se supone que ocurrió en el siglo XIII, probablemente en la segunda mitad. Tampoco se sabe si tiene alguna conexión con una cruz occitana similar. En 1406, cuando Pisa perdió su independencia, la bandera permaneció como insignia de la comuna y sigue siendo la bandera de la ciudad hasta el día de hoy. También aparece en los escudos de armas e insignias náuticas italianas, junto con los emblemas de las otras grandes repúblicas marítimas de Venecia, Génova y Amalfi .

### República de Siena
La República de Siena fue un estado histórico formado por la ciudad de Siena . Existió durante más de 400 años, desde 1125 hasta 1555. Durante su existencia, se expandió gradualmente por el sur de la Toscana convirtiéndose en una de las principales potencias económicas de la Edad Media, y uno de los centros comerciales, financieros y artísticos más importantes de Europa. En la guerra italiana de 1551-1559, la república fue derrotada por la rival República de Florencia en alianza con la corona española. Después de 18 meses de resistencia, la República de Siena se rindió el 21 de abril de 1555, marcando el fin de la república.
|                           |
| Bandera alrededor de 1246 |

|                          |
| Bandera en el siglo XIII |

La bandera del municipio. No está seguro de cómo se veía. La prueba más antigua de su existencia es un registro en la biccherna sobre la compra de telas en blanco y negro para confeccionar 77 pancartas. La ciudad de Siena usa esta bandera hasta el día de hoy.
El famoso fresco en el Palazzo Pubblico de Siena " Guidoriccio da Fogliano en el asedio de Montemassi " (1328), atribuido a Simone Martini, muestra que las banderas blancas y negras de los campamentos militares de Siena y los castillos capturados ondean con las banderas comunales. Se dividen verticalmente con tres colas.
La República de Florencia era un estado que se centró en la ciudad italiana de Florencia en la Toscana . [12] La república se originó en 1115, cuando el pueblo florentino se rebeló contra el Margraviato de Toscana tras la muerte de Matilde de Toscana, que controlaba vastos territorios que incluían Florencia. Los florentinos formaron una comuna en lugar de sus sucesores. Cosimo I, estableció una fuerte armada florentina y expandió su territorio, conquistando Siena en 1555. En 1569, el Papa declaró a Cosimo primer duque de Toscana . Los Medici gobernaron el Gran Ducado de Toscana hasta 1737.
|                                                |
| Bandera de estado de la República de Florencia |

|                                            |
| Bandera civil de la República de Florencia |

Después de la fundación del Ducado de Florencia, la bandera estatal quedó obsoleta y la bandera civil se convirtió en la bandera de la ciudad de Florencia.

### Gran Ducado de Toscana
El Gran Ducado de Toscana fue una monarquía italiana que existió, con interrupciones, desde 1569 hasta 1859, en sustitución de la República de Florencia . La capital del gran ducado era Florencia . Habiendo puesto casi toda la Toscana bajo su control después de conquistar la República de Siena, Cosimo I de 'Medici fue elevado por una bula papal del Papa Pío V a Gran Duque de Toscana el 27 de agosto de 1569. El Gran Ducado estuvo gobernado por la Casa de los Medici hasta la extinción de su rama principal en 1737. Francisco Esteban de Lorena, descendiente cognático de los Medici, sucedió a la familia y ascendió al trono de sus antepasados Medicean. Toscana estuvo gobernada por un virrey, Marc de Beauvau-Craon, durante todo su mandato. Sus descendientes gobernaron y residieron en el gran ducado hasta su final en 1859, salvo una interrupción, cuando Napoleón Bonaparte entregó la Toscana a la Casa de Borbón-Parma ( Reino de Etruria, 1801–7). Tras el colapso del sistema napoleónico en 1814, se restauró el gran ducado. Las Provincias Unidas de Italia Central, un estado cliente del Reino de Cerdeña, anexaron la Toscana en 1859. La Toscana se anexó formalmente a Cerdeña en 1860, como parte de la unificación de Italia .
|                                      |
| Estandarte de los Medici (1532–1737) |

|                           |
| Bandera naval (1562–1737) |

|                                     |
| Bandera civil en el siglo XVII–1737 |

La bandera del estado y el estandarte de los Medici, adoptados de forma estable por las instituciones del Gran Ducado, sobrevivieron hasta el acceso al trono de la Casa de Lorena . El escudo de los Medici, cuyo origen se pierde en la leyenda, tiene esferas rojas sobre un campo dorado y encima, una sexta bola azul con tres lirios franceses, donado por el rey Luis XI a Piero di Cosimo de' Medici en 1466. El escudo aparece flanqueado por la cadena de la Orden del Toisón de Oro (añadida en 1548) y con la Cruz de la Orden de San Esteban (presente desde 1562, fecha de fundación de la Orden). La corona es de forma florentina con un lirio rojo en el centro, un antiguo símbolo de Florencia (1251).
Durante el período Medici, la armada toscana se identificó con la flota de la Orden de Santo Stefano. La bandera oficial enarbolada por las galeras era roja con ribetes amarillos con la Cruz de la Orden en el centro en un círculo blanco. Apareció después de 1562 (año de la fundación de la orden) y probablemente duró hasta el final del gobierno de los Medici.
La bandera conocida como "Livorno", de uso comercial, utilizada desde el siglo XVII y probablemente sobrevivió hasta 1737. Proviene de la bandera de la Orden de San Esteban, se representa en muchas variedades y con diferentes añadidos. Lo más probable es que el dibujo correcto sea el que se muestra aquí, tomado del manuscrito holandés reeditado por K. Sierksma de Flags of the World 1669-1670, con la cruz de Stefan rodeada por todas las bolas de los Médici.
|                           |
| Bandera naval (1737–1749) |

Bandera de uso comercial, utilizada en la primera mitad del siglo XVIII, posiblemente entre el advenimiento de Lorena (1737) y la introducción de las banderas imperiales por Francisco II (1749). Se desconoce el origen y significado, pero probablemente tenga que ver con la Cruz de la Orden de San Esteban.
|                                     |
| Bandera naval y estatal (1749–1765) |

La bandera estatal y naval se adoptó alrededor de 1749 y se reemplazó en 1765. Francesco II, Gran Duque de Toscana y esposo de María Teresa, se convirtió en Emperador en 1745.

#### Cuarta bandera
|                                 |
| 1765–1800, 1815–1848, 1849–1860 |

|                                                 |
| Pabellón civil (1781–1800 1815–1848, 1849–1860) |

|                                       |
| Pabellón civil (1824–1848, 1849–1860) |

Bandera austriaca adornada con el escudo de armas introducido en 1765 con la subida al trono del Gran Duque Pietro Leopoldo . Esta bandera duró hasta el final de la independencia de la Toscana, pero con dos rupturas durante el período napoleónico (1800-1814) y un breve período constitucional (1848-1849). Finalmente se bajó y se reemplazó con el tricolor italiano en mayo de 1859. El escudo, rematado, estaba cuartelado con los escudos de Hungría, Bohemia, Borgoña y Bar, todo el escudo con los escudos de Lorena, Austria y los Medici. El Gran Escudo de Armas tuvo distintas versiones en las banderas, con diferenciación principalmente en órdenes y ornamentos. Se normalizó solo después de la restauración en 1815.
Bandera mercante introducida en 1781 y reemplazada por una tricolor en 1859. En las insignias reservadas a los buques mercantes de gran tonelaje, se limitaba a un escudo de armas en la corona con la cruz de San Esteban. Las embarcaciones menores utilizaban la versión sin escudo, o solo con los escudos centrales en el cantón.

#### Quinta bandera
|                     |
| Bandera (1848–1849) |

Bandera de uso general, introducida el 17 de abril de 1848 con la reforma constitucional promulgada unas semanas antes por Leopoldo II. El 27 de enero de 1849, se derogó la constitución y se restauró la anterior bandera de color austriaco. Era un tricolor italiano con otra versión del escudo de armas en el carril central.

### Reino de Etruria
|                                         |
| Bandera de guerra y estatal (1803–1807) |

|             |
| (1803–1807) |

|                              |
| Bandera mercante (1803–1807) |

|                                                             |
| Bandera mercante (utilizada por barcos de pequeño tonelaje) |

La bandera estatal y militar del Reino de Etruria, probablemente adoptada en 1803 (certificada el 1 de enero de 1804) sobrevivió hasta su incorporación a Francia el 10 de diciembre de 1807. En el centro de la bandera estaba el escudo real completo: los escudos de los linajes Farnese y Gonzaga con dos piezas de Lorena y Austria sobre la base, en el centro las armas de Castilla y León con el escudo que representa a Francia y los Médici. Sin embargo, también se utilizaron banderas con versiones muy simplificadas del escudo de armas, con solo el escudo de Francia y los Medici unidos a la cruz de San Esteban, con o sin corona.
Durante el mismo período, la bandera mercante se usó con solo dos franjas azules y un escudo de armas, generalmente en una versión simplificada como en la bandera del estado, y al menos sin órdenes. La bandera utilizada en los barcos de pequeño tonelaje no incluía el escudo de armas en absoluto.

### Estado de los Presidios
|                             |
| Cruz de Borgoña (1557–1700) |

El Estado de los Presidios fue un pequeño territorio entre 1557 y 1801. Consistía en cinco ciudades de la costa toscana — Porto Ercole y Porto Santo Stefano en el promontorio de Monte Argentario, así como Orbetello, Talamone y Ansedonia — y su interior, junto con el islote de Giannutri y la fortaleza de Porto Longone en el isla de Elba . El Presidi abarcaba alrededor de 300 km 2 . Estuvieron efectivamente unidos al Reino de Nápoles y cambiaron de manos varias veces con él, lo que resultó en tres períodos históricos distintos. De 1557 a 1707, fueron posesión de la Corona de España administrada por el virrey de Nápoles de los Habsburgo españoles ; de 1708 a 1733, una posesión de los Habsburgo austríacos administrada por su virrey en Nápoles; y de 1733 a 1801, dependencia de los reyes borbones españoles de Nápoles. Por el Tratado de Florencia del 28 de marzo de 1801, el rey de Nápoles cedió los Presidi a la República Francesa, que luego los cedió al nuevo Reino de Etruria . Después de la caída de Francia en 1814 y el Congreso de Viena en 1815, los territorios fueron otorgados al Gran Ducado de Toscana restaurado. La dependencia del estado de España es en el período en que los reyes españoles de los Habsburgo utilizaron la cruz de Borgoña .

### Ducado de Massa y Carrara
|                                 |
| Bandera (1790–1796 y 1814–1829) |

El Ducado de Massa y Carrara se estableció en 1473, liberándose de la protección de Florencia, y fue gobernado por las Marquesas Malaspina, luego Cybo-Malaspina (1519), duques desde 1605. En el período francés (1796-1814), el principado se unió a varios estados napoleónicos (Cispadana, Cisalpina, el Reino de Italia y Etruria, y elDucado de Lucca), y luego a Francia. Restaurado en 1814, sobrevivió hasta que se incorporó al Ducado de Módena en 1829. Banderas blancas con el escudo de la familia. La bandera naval que entró en vigor en 1790 con la subida al trono de Maria Beatrice Cybo-Malaspina Este y sobrevivió, excluyendo el período napoleónico, hasta su muerte el 14 de noviembre de 1829, que coincidió con el fin del ducado.

### Señorío y Principado de Piombino
El feudo de Piombino y su territorio, que durante más de dos siglos comprendía también la isla de Elba, fue desde 1594 principado del imperio. En 1801 fue ocupada por los franceses que la unieron con Lucca en los años 1805-1809. El Congreso de Viena no restauró un principado que pasó a formar parte del Gran Ducado de Toscana.

#### Primera bandera
|          |
| (?–1628) |

El enigmático estandarte de la Casa de Appiano se utilizó desde la Edad Media hasta la pérdida del principado de la extinción de la dinastía con la muerte de Isabella Appiani.

#### Segunda bandera
|                                    |
| Principado de Piombino (1701–1803) |

La bandera principesca y estatal, adoptada en 1701 cuando las dos ramas de la familia gobernante se fusionaron y sobrevivieron hasta la ocupación francesa en 1801. Las armas de la familia Boncompagni-Ludovisi; el escudo muestra alternativamente los escudos de armas de dos ramas de la familia: tres anillos dorados acortados sobre fondo rojo de la familia Ludovisi y un medio dragón dorado sobre fondo rojo de la familia Boncompagni . Hay insignias de la Santa Iglesia Romana en el pálido. Corona del Príncipe del Imperio y cadena de la Orden del Toisón de Oro.

### República y Ducado de Lucca
|                          |
| Bandera (siglo XII–1799) |

|                                    |
| Bandera mercante (siglo XIII–1799) |

Bandera estatal antes de 1799. Era y sigue siendo la bandera de la ciudad de Lucca en uso desde el siglo XII (quizás incluso desde la última mitad del siglo XI). Era casi una bandera nacional. Fue abolido con la ocupación francesa en 1799 y la contraocupación austriaca. Cuando los franceses regresaron por más tiempo en 1801, fue adoptada como bandera nacional y permaneció así hasta 1805, cuando la república se convirtió en principado. La interpretación del color es incierta. El rojo probablemente proviene de la facción gibelina a la que se unió Lucca en la primera mitad del siglo XI.
La bandera mercante era una bandera civil de tierra y mar, que, según la costumbre urbana medieval, se diferenciaba de la bandera de la comuna. También se describen (1370) banderas con dos insignias unidas en un solo tejido. La bandera y el lema "Libertas" desaparecieron definitivamente en 1799 tras la ocupación francesa.

#### Segunda bandera
|                |
| Bandera (1799) |

En 1799 los jacobinos franceses crearon una república centralizada, el Estado de Lucca, con una constitución democrática. La constitución otorgaba al gobierno un Directorio Ejecutivo, con una legislatura bicameral compuesta por el Consejo de Menores y el Consejo de Mayores. La democracia no duró mucho. Al ingresar al ejército jacobino, el gobierno usó una bandera con una franja verde adicional, imitando el tricolor italiano. Puede que esta bandera jamás haya existido realmente, pero si es efectivamente un diseño histórico, se usó durante solo 5 meses.

#### Tercera bandera
|                     |
| Bandera (1801–1805) |

|                              |
| Bandera mercante (1801–1805) |

La bandera mercante anunciada el 20 de junio de 1803 (la bicolor blanca y roja permaneció como civil) y sustituida en el verano de 1805 tras la transformación de la república en principado. Los colores eran tanto franceses como los colores combinados de los dos estandartes históricos de la antigua república aristocrática.

#### cuarta bandera
|                     |
| Bandera (1815–1818) |

Bandera temporal, amarillo y rojo son los colores de los Borbones españoles . Lucca se convirtió en ducado bajo el gobierno de la hija del rey español .

#### quinta bandera
|                     |
| Bandera (1818–1824) |

|                              |
| Bandera mercante (1818–1824) |

|                                |
| ¿Bandera mercante? (1819–1820) |

|                              |
| Bandera mercante (1820–1847) |

La bandera real y estatal introducida el 7 de noviembre de 1818 por la regente María Luisa de Borbón-Parma, a quien se asignó Lucca después de una serie de gobiernos provisionales y se reemplazó en 1824 después de su muerte (13 de marzo). En el centro, el escudo de María Luisa con escudo de cuarto de óvalo: en 1 el escudo de los Medici y Farnesio, en 2 España (Castilla y León), en 3 Gonzaga, en 4 Austria y Lorena. Suele ser una rueda con los colores y pantera de Lucca, y generalmente otra rueda de Borbón. Una corona por encima de todo.
La bandera sin escudo es una bandera de comerciante introducida por María Luisa el 7 de noviembre de 1818 y probablemente sobrevivió hasta su muerte en 1824, aunque se introdujo un nuevo diseño en 1820. Una bandera con una cruz muy similar a la antigua bandera marítima toscana es incierta en Lucca.
Bandera mercante certificada el 1 de junio de 1820. En teoría, se bajó el 4 de octubre de 1847, cuando el principado pasó a Toscana, de hecho se utilizó en los puertos de Lucca hasta la unificación de Italia. Era una variante de la entonces insignia mercantil española, de la que se diferenciaba en franjas de igual anchura.

#### Sexta bandera
|                     |
| Bandera (1824–1847) |

La bandera ducal y estatal introducida en 1824 por el duque Carlos y duró hasta la unión del principado a la Toscana el 4 de octubre de 1847. Charles cambió el escudo de armas de la bandera, reemplazando el escudo de armas de la madre por el suyo propio. El escudo de armas con la puntilla española se cuarteaba con las armas de Lucca (I y IV) y España (II y III), óvalo de Borbón en el centro.

### Principado de Lucca y Piombino
|                     |
| Bandera (1805–1814) |

Bandera de uso general adoptada el 8 de agosto de 1805, con el establecimiento del Principado de Lucca y Piombino para Elisa, hermana de Napoleón . Se mantuvieron los colores anteriores siendo el azul más claro. El cambio probablemente fue para hacer que el símbolo de Lucca estuviera más en línea con el tricolor francés. Fue abolido en 1809. El 3 de marzo del mismo año, el principado se unió efectivamente a Toscana, ya incorporada al imperio, que volvió, solo formalmente, a ser un gran ducado con Eliza como soberana.

### Principado de Elba
|                     |
| Bandera (1814–1815) |

|               |
| Bandera naval |

La bandera nacional y estatal izada por Napoleón en la isla cuando desembarcó el 4 de mayo de 1814, y arriada el 1 de marzo de 1815, cuando el emperador tocó suelo francés en Cap d'Antibes en su último intento por recuperar el trono francés. Hoy, la bandera local de Elba permanece sin cambios. Las abejas doradas, símbolo erróneamente considerado como el símbolo de los reyes merovingios, fueron elegidas por Napoleón bajo la falsa creencia de que las azucenas francesas se formaron a partir de ellas por deformación gráfica.

### Gobierno Provisional toscano
|                     |
| Bandera (1859–1860) |

Las Provincias Unidas de Italia Central existieron en el antiguo Gran Ducado de Toscana durante el período entre la abdicación de Leopoldo II y la anexión del país por el Reino de Cerdeña . Bandera de buques mercantes y consulados, decretada el 29 de septiembre de 1859 y abolida en marzo de 1860 con el fin de su existencia. El Gobierno Provisional adoptó el tricolor con el escudo de armas de la Casa de Saboya y un pequeño león de plata en el cantón.

### Comité Toscano de Liberación Nacional
|                              |
| Bandera del CTLN (1943–1945) |

El Comité Toscano de Liberación Nacional fue una organización de resistencia italiana clandestina durante la Segunda Guerra Mundial con sede en Toscana Una rama del Comité de Liberación Nacional (CLN), se encargó de organizar la resistencia y las actividades partidistas en toda la Toscana. A lo largo de su vida, la CTLN adoptó el símbolo de un Pegaso estampado en la parte superior de la bandera de Italia . El Pegaso se había asociado durante mucho tiempo con la Toscana, y con las connotaciones de paz y el triunfo del bien sobre el mal del Pegaso, lo convirtió en un símbolo obvio para la adopción de la CTLN.

## Colores
El uso de los colores rojo y blanco para representar la región toscana se remonta al menos al año 969 y al reinado de Hugo I de Toscana . Adoptó un escudo paletizado de rayas verticales rojas y blancas alternas como su escudo de armas.
La destacada familia toscana, los Guidi, también adoptó un escudo de armas de color rojo y blanco entre los siglos X y XV. El escudo de armas de Guidi representaba un león rampante rojo y plateado decusado sobre un campo rojo y plateado.
Los colores también comparten una similitud con los de la bandera de Austria, que se utilizó ampliamente como base para las banderas toscanas, mientras que la Toscana estaba gobernada por la Casa austriaca de Habsburgo-Lorena entre 1737 y 1848.
El rojo y el blanco también pueden derivar del uso tradicional de los colores en el simbolismo de las ciudades toscanas. Por ejemplo, las banderas y los escudos de armas de Florencia, Pisa, Lucca, Pistoia, Elba y Grosseto presentan en gran medida los colores rojo y blanco.